# Winterreise (Jelinek)

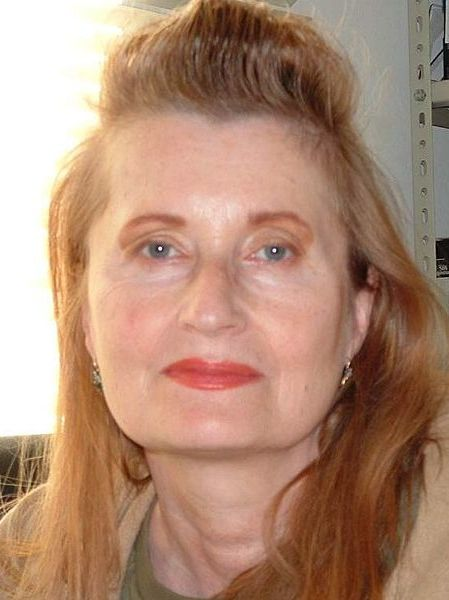
Elfriede Jelinek, 2004

Winterreise. Ein Theaterstück ist ein 2011 im Rowohlt Verlag veröffentlichtes Werk der Literaturnobelpreisträgerin Elfriede Jelinek, das am 3. Februar 2011 in einer Inszenierung von Johan Simons am Schauspielhaus der Münchner Kammerspiele uraufgeführt und noch im selben Jahr mit dem Mülheimer Dramatikerpreis ausgezeichnet wurde.

## Entstehung und Hintergrund
Auf Anregung der Münchner Kammerspiele entstanden, nimmt das Stück schon im Titel Bezug auf den gleichnamigen Liederzyklus von Franz Schubert, Jelineks erklärtem Lieblingskomponisten, den die Autorin als den „Künstler, den ich am meisten bewundere, das größte Genie, das je gelebt hat“ bezeichnet. Schuberts 1827, ein Jahr vor seinem Tod, komponierte Winterreise besteht aus 24 Liedern mit Klavierbegleitung zu Gedichten von Wilhelm Müller. Beides, Schuberts Liederzyklus wie die diesem zugrunde liegenden Gedichte Müllers, nennt Jelinek „eine lebenslange Inspirationsquelle“.

## Inhalt
„Fremd bin ich eingezogen, fremd zieh' ich wieder aus“: Diese ersten Worte von Schuberts Liederzyklus klingen auch zu Beginn von Jelineks Text an. Dort heißt es: „Was zieht da mit, was zieht da mit mir mit, was zieht da an mir?“ Wie der Wanderer in Schuberts Liedern irrt auch in Jelineks Text ein lyrisches Ich rastlos durch die Welt. Es geht um Einsamkeit, um innere Emigration, um das Fremdsein und -bleiben in der Welt. Prägende Eindrücke und Erlebnisse der eigenen Biografie wie die schwierige Beziehung zu ihrer Mutter, die Demenzerkrankung ihres Vaters verwebt Jelinek in ihrem Text mit gesellschaftlichen Ereignissen wie dem Bankenskandal um den Verkauf der österreichischen Hypo Alpe Adria an die Bayerische Landesbank im Jahr 2007 oder dem Schicksal der – namentlich nicht erwähnten – Natascha Kampusch zu einem „grotesken Chor über Stiftungen und Stifter, Gegenwert und Gegenwart“, der am Ende, das letzte Lied aus dem Schubertschen Liederzyklus, „Der Leiermann“ (Drüben hinterm Dorfe), aufgreifend, in eine schonungslos-ironische Abrechnung der Autorin mit ihrer Rolle als solcher mündet: „Und was haben Sie zu verbuchen? Fremd eingezogen, fremd ausgezogen, die Leier drehend, immer dieselbe Leier, immer dasselbe?“

## Inszenierungen
Mit über 20 Inszenierungen zählt Elfriede Jelineks Winterreise zu den meistgespielten deutschsprachigen Theaterstücken der letzten Jahre. Nach Johan Simons Uraufführung an den Münchner Kammerspielen wurde es u. a. von Regisseuren wie Andreas Kriegenburg (am Deutschen Theater in Berlin, 2011), Peter Carp (am Theater Oberhausen, 2011), Nora Schlocker (am Schauspielhaus Stuttgart, 2012) und als österreichische Erstaufführung von Stefan Bachmann (am Burgtheater Wien, 2012) auf die Bühne gebracht.
Über die mehr als dreistündige Uraufführung, für die Regisseur Johan Simons den 120 Seiten langen Text um mehr als die Hälfte kürzte, meinte Jelinek in ihrer Dankesrede für die Verleihung des Mülheimer Dramatikerpreises 2011, dass die Schauspielerinnen und Schauspieler unter Johan Simons ihr Stück „so wunderbar aufgeführt haben, dass man glaubt, diese Aufführung wäre mein Text, der ist aber nur ein kleiner Teil, der größere ist die Arbeit dieser Menschen …“ In der Kritik wurde Simons siebenköpfigem Ensemble eine schlicht beeindruckende Harmonie bescheinigt, negative Stimmen sprachen aber auch von einem „holländischen Bauerntheater“, bei dem gleichsam in Holzpantinen „das feine Textgespinst zertrampelt“ werde.
In der Inszenierung von Andreas Kriegenburg wurden die äußerst zynischen Passagen zum Kapitalismus zugunsten einer Konzentration auf die zwischenmenschlichen Ebenen gestrichen. Das Ergebnis ließ Kritiker die Frage aufwerfen, ob Jelineks Winterreise „überhaupt mit den Mitteln des Theaters zu bändigen“ sei. Einzig der von der Schauspielerin Maria Schrader gesprochene, „mit unerschöpflichen Stimmnuancen und Schattengesten ganz unsentimental“ gespielte Vatermonolog habe den Abend „vor der völligen Unverbindlichkeit retten“ können, was aber nichts daran ändere, dass Kriegenburg der Sphinx Jelinek „nicht im mindesten auf die Schliche“ käme.
Bei Peter Carp in Oberhausen wandelte sich Jelineks Stück in eine „Hütten-Gaudi“ mit Bierbänken und Alpenkulisse, mit der der Regisseur zwar nach Meinung der Kritik das typisch jelineksche „Aufeinanderprallen von Boulevard und Philosophie, von Party und Stille, von Spott und Tragik“ bühnentauglich zu inszenieren wusste – das eigentliche Potenzial des Textes aber wurde „oft vom Partytrubel übertönt“.
Nora Schlocker ließ sich für ihre Inszenierung am Schauspielhaus Stuttgart von der Bühnenbildnerin Marie Roth ein großes Einfamilienhaus entwerfen, um den Akzent auf ihre Deutung des Stückes als eine lebenserprobende Suche nach dem individuellen Glück, nach dem Heimischwerden in der Fremde zu legen: „Das Haus ist ein ganz zentrales Thema im Text, es taucht in Zusammenhang mit dem kranken Vater auf, der dort versorgt wird, oder bei Natascha Kampusch, die dort im Keller sitzt, im Wiener Vorort. Das hat mich interessiert, dieser Versuch eines Glücks, der Versuch, eine Heimat zu konstruieren und ein Leben zu probieren.“
Für Stefan Bachmanns Wiener Inszenierung fertigte Olaf Altmann eine beeindruckende Skipiste ohne Schnee – eine von oben nach unten im steilen 45-Grad-Winkel verlaufende Bühnenfläche als Sinnbild für Jelineks Blick in den Abgrund – und als physische Herausforderung für die Schauspieler. Höhepunkt der Aufführung war nach Kritikermeinung die Passage über Natascha Kampusch, in der Stimmen aus dem Off sich von allen Seiten sprechend auf das Zynischste darüber streiten, weshalb dieses Mädchen aus dem Keller denn nun bitte in der Öffentlichkeit stehe. Bemängelt wurde, dass ausgerechnet der wohl anrührendste Part des vom Regisseur auf eine 110-minütige Version verknappten Stückes – das über den psychisch erkrankten Vater – wegen der massiven Textstreichungen im Wortsinn „zu kurz“ käme. Gleichwohl, urteilten andere, habe Stefan Bachmann nun „die Bühnentauglichkeit des Werks glänzend bewiesen“. Die Inszenierung wurde 2012 mit dem Nestroy-Theaterpreis in den Kategorien Beste deutschsprachige Aufführung und Beste Ausstattung (Bühnenbild: Olaf Altmann) ausgezeichnet.

## Auszeichnungen
- 2011: Mülheimer Dramatikerpreis
- 2011: Deutschsprachiges Stück des Jahres, gewählt von einer unabhängigen Jury deutschsprachiger Kritiker in der Zeitschrift Theater heute. Inszenierung von Johan Simons im Schauspielhaus der Münchner Kammerspiele.[13]

## Ausgaben
- Auf Deutsch: Winterreise. Ein Theaterstück. 127 S., Rowohlt Verlag, Reinbek bei Hamburg 2011, ISBN 978-3-498-03236-4.
- Auf Französisch: Winterreise. Traduit par Sophie Herr. Seuil, Paris 2012, ISBN 978-2-02-104942-8.